# Сергіївка (Апостолівська міська громада)
Се́ргіївка — село в Україні, в Апостолівській міській територіальній громаді Криворізького району Дніпропетровської області.
Населення — 214 мешканців.

## Географія
Село Сергіївка витягнуто вздовж пересихаючого струмка з загатами на 4 км. На півдні межує з селом Новогригорівське Високопільського району Херсонської області, на сході з селом Федорівка Високопільського району Херсонської області, та на заході з селом Дачне.

## Населення
Згідно з переписом УРСР 1989 року чисельність наявного населення села становила 263 особи, з яких 117 чоловіків та 146 жінок.
За переписом населення України 2001 року в селі мешкало 214 осіб.

### Мова
Розподіл населення за рідною мовою за даними перепису 2001 року:
| Мова       | Відсоток |
| ---------- | -------- |
| українська | 84,11 %  |
| російська  | 14,02 %  |
| білоруська | 1,87 %   |